# Saljut 7 EO-4
Saljut 7 EO-4 war die Bezeichnung für den vierten Langzeitaufenthalt an Bord der sowjetischen Raumstation Saljut 7. Die Mission lief in zwei Phasen ab: zuerst starteten zwei Kosmonauten mit Sojus T-13 und nahmen die defekte Station wieder in Betrieb. Dann wurde die Mannschaft mit Sojus T-14 teilweise ausgetauscht, und der wissenschaftliche und militärische Betrieb begann. Aufgrund einer Erkrankung des Kommandanten musste die Mission vorzeitig beendet werden.

## Besatzung

### Hauptmannschaft
- Wladimir Alexandrowitsch Dschanibekow, Kommandant während der ersten Phase
- Wiktor Petrowitsch Sawinych, Bordingenieur während der ersten und der zweiten Phase
- Wladimir Wladimirowitsch Wasjutin, Kommandant während der zweiten Phase
- Alexander Alexandrowitsch Wolkow, Wissenschaftskosmonaut während der zweiten Phase
- Georgi Gretschko, Bordingenieur während der Übergangsphase

### Ersatzmannschaft
- Leonid Iwanowitsch Popow, Kommandant während der ersten Phase
- Alexander Pawlowitsch Alexandrow, Bordingenieur während der ersten und der zweiten Phase
- Alexander Stepanowitsch Wiktorenko, Kommandant während der zweiten Phase
- Jewgeni Wladimirowitsch Salej, Wissenschaftskosmonaut während der zweiten Phase
- Gennadi Michailowitsch Strekalow, Bordingenieur während der Übergangsphase

## Situation
Die Raumstation Saljut 7 befand sich unbemannt im All, nachdem die dritte Langzeitbesatzung einen siebenmonatigen Aufenthalt vollbracht hatte.
Als nächste Mannschaft waren Wasjutin, Sawinych und Wolkow vorgesehen. Sie sollten militärische Experimente durchführen, die mit einem TKS-Raumschiff zur Raumstation gebracht wurden. Das Training für ihre Mission begann im September 1984, der Start war für März 1985 vorgesehen.
Im Oktober 1984 trat jedoch ein Defekt an Saljut 7 auf, und im Februar 1985 war klar, dass die Mission nicht wie vorgesehen stattfinden konnte, Es musste eine Reparaturmannschaft gebildet werden, die die Raumstation wieder funktionsfähig machen konnte, oder zumindest soweit wiederherstellen konnte, dass ein gezielter Absturz möglich war.
Im März 1985 wurde als Kommandant der Reparaturmission der Veteran Wladimir Dschanibekow nominiert, der als Experte für die elektrischen Systeme der Raumfahrt galt und außerdem Erfahrung mit manuellen Kopplungsmanövern (Sojus T-6) hatte. Als Bordingenieur übernahm er Sawinych, der von der letzten Langzeitmission von Saljut 6 (Saljut 6 EO-6) Erfahrung mit der Reparatur von Saljut-Raumstationen hatte. Wasjutin und Wolkow sollten mit einem anderen Raumschiff nachkommen, sobald Saljut 7 funktionsfähig war.

## Missionsverlauf

### Start und Kopplung
Der Start von Dschanibekow und Sawinych mit Sojus T-13 erfolgte am 6. Juni 1985. Die Annäherung erfolgte in einem zweitägigen, treibstoffsparenden Kurs.
In 10 km Entfernung zur Raumstation unterbrach Dschanibekow die Annäherung, um den Bordcomputer mit weiteren Daten zu versorgen. Anschließend näherte sich die Sojus automatisch bis auf 3 km, als Dschanibekow die Handsteuerung übernahm, unterstützt von Sawinych am Computer.
Die Raumstation stand quer zum Sojus-Raumschiff, die Solarzellen waren willkürlich gestellt. Üblicherweise hätte sich die Raumstation in die richtige Richtung gedreht, und die Solarzellen hätten sich zur Sonne ausgerichtet.
In 200 m Abstand unterbrach Dschanibekow den Anflug für 10 Minuten, weil die Sonne ungünstig stand. Anschließend umflog er die Saljut, um sie optisch auf Schäden zu untersuchen. Schließlich dockte er am 8. Juni um 08.50 UTC an den vorderen Kopplungsstutzen der Raumstation an.

### Wiederinbetriebnahme
Aus Sicherheitsgründen trugen die Kosmonauten einen Atemschutz, als sie die Luftschleuse zur Saljut öffneten, und entnahmen eine Luftprobe. Die Raumstation war dunkel, vollständig still und sehr kalt. Die Kosmonauten trugen Winterkleidung einschließlich Pelzmützen und benutzten Taschenlampen. Die Skalen der Thermometer an Bord reichten nur bis 0 °C hinunter, und so war keine genaue Temperaturmessung möglich. Einer der Kosmonauten spuckte gegen die Wand und bestimmte die Zeit, bis der Speichel gefror. Aus dieser Angabe konnte die Flugleitung die Bordtemperatur auf etwa −10 °C schätzen.
Dschanibekow und Sawinych nahmen die Abdeckungen der Sichtfenster ab, so dass sie wenigstens zeitweise Sonnenlicht zum Arbeiten hatten. Eine der ersten Aufgaben war es, die Stromversorgung zu überprüfen und wiederherzustellen. Alle acht Saljut-Batterien waren vollständig entladen, zwei davon waren unbrauchbar.
Eine große Gefahr stellte das Kohlenstoffdioxid dar, das die beiden Kosmonauten ausatmeten. Üblicherweise wurde dies regeneriert, aber ohne Strom lief keine Ventilation. Somit bildete sich auch wegen der fehlenden Schwerkraft um die Kosmonauten eine CO2-Wolke, die zum Erstickungstod führen konnte. Aus Sicherheitsgründen sollte immer nur einer der beiden Kosmonauten in der Raumstation arbeiten, während der andere an Bord des Sojus-Raumschiffes blieb und im Notfall mit Atemschutz zu Hilfe eilen konnte. Nachdem ein Lüftungsrohr zwischen der Sojus und der Saljut gelegt wurde, entspannte sich diese Situation.
Bald hatte Dschanibekow die Ursache des Problems gefunden. Ein Sensor zwischen den Solarzellen und den Batterien hatte versagt, so dass die Batterien nicht mehr vollständig geladen wurden. Eigentlich hätte ein Telemetriesystem diesen Fehler an die Bodenstation melden sollen, doch dieses System war ebenfalls defekt. Die Batterien erschöpften sich zusehends, so dass auch die Solarzellen nicht mehr zur Sonne ausgerichtet wurden.
Dschanibekow konnte den fehlerhaften Sensor überbrücken. Mit den Triebwerken der Sojus wurde die Raumstation so gedreht, dass die Solarzellen von der Sonne beschienen wurden. Dschanibekow hatte die Batterien so geschaltet, dass eine nach der anderen geladen werden konnte. Ohne Energie aus den Batterien hätten die Kosmonauten die Mission abbrechen müssen, frische Batterien hätten mit einer neuen Mannschaft angeliefert werden müssen. Nach einer Arbeitsphase von etwa 24 Stunden konnten Dschanibekow und Sawinych in das beheizte Sojus-Raumschiff zu einer Schlafpause zurückkehren.
Am nächsten Tag, dem 10. Juni, konnte die Luftheizung angeschaltet werden. Während der bemannten Phasen war Saljut 7 üblicherweise unbeheizt, weil die Besatzung in der gut isolierten Station genügend Körperwärme produziert, um eine angenehme Raumtemperatur zu ermöglichen. Die Heizung war nur für die unbemannten Perioden notwendig, um die Bordsysteme auf Betriebstemperatur zu halten.
Die Mannschaft entdeckte einige zerborstene Ventile und setzte eine Liste von Ersatzteilen auf, die mit dem nächsten Raumtransporter nachgeliefert werden sollten.
Am 13. Juni konnte das Lageregelungssystem der Saljut wieder aktiviert werden. Damit war das Andocken des nächsten Progress-Transporters wieder möglich.
Die Temperatur in der Station war nur langsam erhöht worden. Da sich Raureif an den Wänden gebildet hatte, hätten sich bei schnellem Temperaturanstieg schwebende Wassertröpfchen gebildet, die in den elektrischen Geräten zu Problemen hätten führen können. Erst als das meiste Wasser verdunstet war, wurde die Wandheizung eingeschaltet und am 16. Juni überschritt die Raumtemperatur wieder den Gefrierpunkt. Damit konnte auch das Wasserregenerationssystem wieder in Betrieb genommen werden. Bisher hatten die Kosmonauten den Wasservorrat der Sojus benutzt, der für etwa acht Tage reichte.
Die beiden Saljut-Tanks fassten je etwa 200 Liter und wurden dadurch aufgetaut, dass die entsprechende Seite der Raumstation in die Sonne gedreht wurde. Dennoch stand ihnen kein warmes Wasser zur Verfügung, denn der Wasserkocher war durch Eis gefroren und zerstört. Um Milch zu erwärmen, benutzten Dschanibekow und Sawinych einen starken Scheinwerfer.
Als die Raumtemperatur 16 °C erreicht hatte, wurde die Heizung abgeschaltet.

### Erster Frachter
Schon am 21. Juni wurde der nächste Raumfrachter Progress 24 mit den dringendsten Ersatzteilen sowie Wasser und Treibstoff gestartet. Die Kopplung erfolgte wie üblich zwei Tage später.
Die Ladung mit einer Masse von zwei Tonnen umfasste unter anderem zwei neue Raumanzüge für Ausstiege (die an Bord befindlichen konnten nicht mehr benutzt werden), einen Wasserkocher, drei Batterien, zwei Solarpanele, warme Schuhe, medizinische Ausrüstung und Medikamente, Filme, 280 Liter Wasser sowie Treibstoff.
Progress 24 blieb bis zum 15. Juli an der Station angekoppelt und wurde, mit Müll beladen, anschließend gezielt zum Absturz gebracht.

### Zweiter Frachter
Der nächste Progress-Raumtransporter startete am 19. Juli 1985. Da die Fernsteuerung zuerst versagt hatte, wurde diesem Frachter keine Progress-, sondern eine Kosmos-Nummer gegeben. Doch die Kontrolle konnte wiedererlangt werden und so koppelte Kosmos 1669 am 21. Juli an. Es handelte sich dabei um ein für die geplante Raumstation Mir erweitertes Modell, das mehrmals an- und abkoppeln konnte.

### EVA
Am 2. August 1985 führten Dschanibekow und Sawinych den ersten Ausstieg ihrer Mission durch. Hierbei wurden die neuen Raumanzüge verwendet, die mit Kosmos 1669 angeliefert worden waren.
Sie montierten einen weiteren Satz von Galliumarsenid-Solarzellen. Außerdem wurden zwei wissenschaftliche Experimente installiert. Das französische Experiment Comet sollte Staub vom Kometen Giacobini-Zinner einsammeln, das Experiment Medusa setzte verschiedene Materialien den Weltraumbedingungen aus. Die Arbeiten außerhalb der Saljut dauerten fünf Stunden.
Ab dem 27. August beluden die Kosmonauten den Progress-Frachter mit Müll. Am Folgetag hoben die Triebwerke von Kosmos 1669 die Umlaufbahn der Saljut an, bevor der Transporter abkoppelte. Anschließend wurden noch einige Annäherungstests durchgeführt. Kosmos 1669 war der letzte Progress-Transporter, der an eine Saljut-Station ankoppelte.

### Mannschaftserweiterung
Dschanibekow und Sawinych hatten ihre dringendste Arbeit erledigt. Saljut 7 war wieder voll funktionsfähig, außerdem waren einige wissenschaftliche Experimente durchgeführt worden. Nun war es an der Zeit, auch den militärischen Teil der Mission anzugehen, der unter dem Kommando von Wladimir Wasjutin stehen sollte.
Sojus T-14 mit Kommandant Wasjutin, Flugingenieur Gretschko und Wissenschaftskosmonaut Wolkow dockte am 18. September an. Wasjutin und Wolkow waren Weltraumneulinge, während der wesentlich ältere Gretschko schon seinen dritten Raumflug unternahm.
In der folgenden Woche lebten und arbeiteten die Kosmonauten zu fünft an Bord von Saljut 7. Gretschko nutzte die Zeit für eine gründliche Inspektion der Raumstation, aber es standen auch wissenschaftliche Experimente auf dem Programm.
Am 25. September trennte sich die Mannschaft. Sawinych blieb an Bord, so dass – zusammen mit Wasjutin und Wolkow – die ursprünglich vorgesehene Besatzung komplett war. Dschanibekow, dessen Reparaturaufgabe erfüllt war, kehrte zur Erde zurück, zusammen mit Gretschko, der nur für einen Kurzzeitaufenthalt eingeplant war.
Sojus T-13 koppelte am 25. September 1985 ab. Anstatt wie üblich kurz danach die Bremszündung einzuleiten, blieb das Raumschiff noch 30 Stunden im Orbit, wobei drei Annäherungsversuche mit abgeschalteten Saljut-Systemen durchgeführt wurden, ähnlich der Situation am 8. Juni.
Die Landung von Sojus T-13 mit Dschanibekow und Gretschko erfolgte am 26. September in einer neuen Landezone 220 km nordöstlich von Dscheskasgan.

### Kosmos 1686

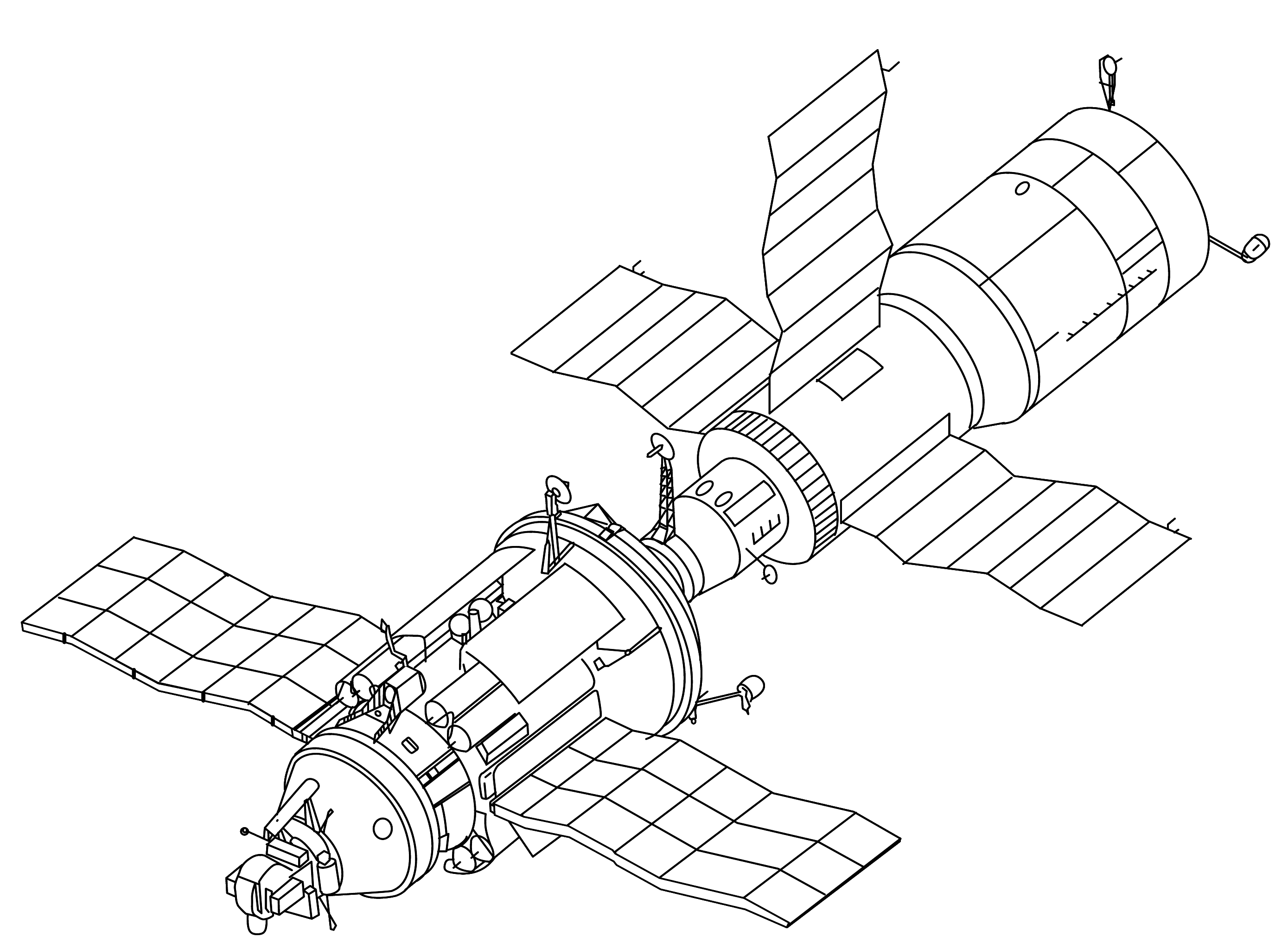
Die sowjetische Raumstation Saljut 7 mit angekoppeltem TKS-Raumschiff Kosmos 1686

Wasjutin, Wolkow und Sawinych waren Anfang der 1980er Jahre als Besatzung für ein TKS-Raumschiff vorgesehen, das aber nie zum bemannten Einsatz kam. Eine unbemannte Version dieses Raumschiffs koppelte als Kosmos 1686 am 2. Oktober 1985 vollautomatisch an den vorderen Kopplungsstutzen an. Es war nicht notwendig gewesen, das Sojus-Raumschiff umzusetzen, um den hinteren Stutzen freizumachen, weil das TKS-Raumschiff keinen Treibstoff für die Saljut-Tanks mit sich führte.
Stattdessen führte dieser Raumtransporter verschiedene Beobachtungseinrichtungen und andere Experimente mit sich. Außerdem wurde ein Mast angeliefert, der bei einem Außenbordeinsatz an der Station montiert werden sollte.
Das TKS-Raumschiff war wesentlich größer als ein Progress-Transporter und hatte etwa die Größe der Saljut-Station selbst. Insofern war Kosmos 1686 weniger ein Raumtransporter als ein Erweiterungsmodul für die Raumstation. In ähnlicher Weise sollte später die Raumstation Mir durch Module auf TKS-Basis erweitert werden.

### Erkrankung Wasjutins und vorzeitige Rückkehr
Ab Ende Oktober begann die Mannschaft im Zeitplan abzufallen, denn Wasjutin beteiligte sich nicht mehr an der Arbeit. Er blieb den ganzen Tag im Bett und war offensichtlich krank. Am 28. Oktober 1985 sprach Wasjutin zum ersten Mal mit der Flugleitung über dieses Problem. Die Mannschaft wurde angewiesen, eine Besserung des Zustandes abzuwarten.
Ab 13. November verschlüsselten die Kosmonauten den Funkverkehr. Wasjutins Zustand war unverändert, aber eine dringende Behandlung war offenbar nicht notwendig. Eine vorzeitige Rückkehr mit Landung in der Sowjetunion war frühestens am 17. November möglich. Jedoch waren die Lichtverhältnisse im Landegebiet zu diesem Datum noch ungenügend, so dass eine Landung am 21. November beschlossen wurde. Die Kosmonauten begannen sich medizinisch auf die Rückkehr zur Erde vorzubereiten. Außerdem setzten sie alle Saljut-Systeme auf automatischen Betrieb.
Das Sojus-T-Raumschiff war dafür ausgelegt, dass eine einzelne Person die Bremszündung und Landung steuern kann. Da Wasjutin aufgrund seiner Erkrankung dazu nicht mehr fähig war, übernahm Sawinych, dem am 17. November offiziell das Kommando übertragen worden war, diese Aufgabe, aber auch Wolkow wäre dazu in der Lage gewesen.
Von der sowjetischen Presse wurde Wasjutins Krankheit als Blinddarmentzündung bezeichnet. Dagegen spricht aber die Tatsache, dass nicht die frühestmögliche Rückkehrmöglichkeit gewählt wurde. Spätere Darstellungen der Beteiligten kommen zu unterschiedlichen Einschätzungen über die Natur von Wasjutins Krankheit, seinen Umgang damit und eine etwaige Mitverantwortung seinerseits: Äußerungen seiner Crewkollegen Sawinych und Gretschko (beides zivile Ingenieure) sowie des früheren Chefkonstrukteurs W. Gluschko deuteten auf ein urologisches Problem (möglicherweise eine Prostataentzündung) hin, das schon vor dem Flug bestand, von Wasjutin aber verschleiert worden war, und kritisierten das angeblich mangelnde Engagement und Durchhaltevermögen Wasjutins. Hingegen sprachen Wolkow bzw. der damalige Leiter der Kosmonautenausbildung W. Schatalow (beide wie Wasjutin Militärpiloten) von durch die Schwerelosigkeit bedingten lebensbedrohlichen Problemen bzw. einer durch das Lüftungssystem des angekoppelten TKS-Raumschiffs ausgelösten Infektion – Erklärungen, die Wasjutin tendenziell entlasten. (Diese unterschiedlichen Darstellungen sind auch vor dem Hintergrund der über Jahrzehnte bestehenden Rivalität zwischen den Konstruktionsbüros und den aus ihnen hervorgegangenen zivilen Ingenieurs-Kosmonauten einerseits und den militärischen Kosmonauten andererseits zu sehen.) Die offizielle Untersuchung schloss sich der entlastenden Einschätzung Schatalows an. Am 30. Dezember 1985 wurden allen drei Kosmonauten (Wasjutin, Sawinych und Wolkow) die üblichen Auszeichnungen (Held der Sowjetunion und Leninorden) verliehen – gegen den Widerstand Gluschkos, der Wasjutin und auch Wolkow die Ernennung zum Helden der Sowjetunion hatte verweigern wollen.

## Bedeutung für das Saljut-Programm
Der Mannschaft von Sojus T-13 war es erstmals gelungen, an eine Raumstation anzukoppeln, die völlig steuerungslos im Orbit trieb. Die Rettung dieser Station ist eine der eindrücklichsten Aktionen in der Geschichte der Reparaturen im Weltraum.
Auch die Erweiterung der Station durch Kosmos 1686 war ein voller Erfolg, ebenso konnten viele wissenschaftliche Ergebnisse vorgewiesen werden.
Sawinych, der an beiden Phasen des Fluges teilnahm, hatte eine Flugzeit von 168 Tagen für diese Mission erreicht. Das war weit weniger als die 236 Tage der dritten Mannschaft. Zusammen mit seinem vorigen Flug (Sojus T-4) hatte er nun 242 Tage im Weltraum verbracht, was ihm den 4. Platz auf der Rangliste einbrachte (hinter Waleri Rjumin, Wladimir Ljachow und Leonid Kisim). Die längste amerikanische Flugdauer hatte die Skylab-4-Mannschaft erreicht, die 84 Tage im All war.
Ein Rückschlag für die Sowjets war jedoch die vorzeitige Rückkehr der Mannschaft, die ähnlich wie bei Sojus 21 durch gesundheitliche Probleme eines Mannschaftsmitglieds verursacht war.
Die Station Saljut 7 war nun wieder unbemannt im All und viele der kurz davor angelieferten Geräte waren noch nicht voll ausgenutzt. Auf der anderen Seite war dagegen die neue Raumstation Mir startbereit. Es wurde daher beschlossen, dass die nächste Mannschaft zuerst Mir in Betrieb nehmen sollte und anschließend von dort zu Saljut 7 fliegen sollte, um verschiedene Geräte mitzunehmen.